# Секретный фарватер (фильм)
«Секретный фарватер» — советский художественный четырёхсерийный фильм, поставленный по мотивам одноимённого романа Леонида Платова.

## Сюжет фильма
Действие происходит во время Великой Отечественной войны на Балтийском флоте в 1944—1945 годах и после войны в 1952 году.
Фильм повествует о командире торпедного катера Борисе Шубине, который на исходе войны встречается с таинственной немецкой субмариной без опознавательных знаков. Охотясь за этой субмариной, он узнаёт о секретном фарватере и страшных тайнах нацистской Германии.

## В ролях
- Анатолий Котенёв — Борис Иванович Шубин, командир звена торпедных катеров
- Лариса Гузеева — Виктория Мезенцева, метеоролог
- Леонид Трутнев — Фаддеичев, боцман торпедного катера Шубина
- Слава Богатырёв — Шурка Ластиков (подросток), юнга торпедного катера Шубина
- Сергей Быстрицкий — Шурка Ластиков (взрослый)
- Владимир Наумцев — Селиванов, начальник разведки базы
- Валерий Юрченко — Назаров, командир базы, капитан 1-го ранга
- Улдис Думпис — Герхард фон Цвишен, командир немецкой подводной лодки (озвучивает Владимир Головин)
- Видас Петкявичюс[лит.] — Гейнц, доктор немецкой подводной лодки
- Юрис Горнавс — Венцель, штурман немецкой подводной лодки
- Гедиминас Гирдвайнис — Готлиб, механик немецкой подводной лодки
- Станислав Рий — Миша Дронин, боец катера Шубина (в титрах роль — Степаков)
- Арунас Сторпирштис — Джек Нейл, английский моряк
- Юлия Яковлева — девушка Шурки Ластикова в 1952 году
- Василий Векшин — врач
- Борис Борисов — Рышков, начальник контрразведки флота
- Андрей Градов — Василий Князев, командир торпедного катера
- Иван Мацкевич — Донченко, командир подводной лодки
- Валерий Наконечный — офицер «Летучего голландца»
- Виктор Козачук — начальник патруля, капитан
- Ирина Азер — Шарлотта Венцель, жена Венцеля
- Гиви Тохадзе — капитан парохода на Аракаре
- Александр Жданов — Сашка, лётчик
- Пётр Шерекин — диверсант-аквалангист
- Андрей Краско — американский военнопленный (нет в титрах)
- Евгений Смирнов — эпизод
- Виталий Матвеев — помощник Шубина

## Съёмочная группа
- Авторы сценария: Игорь Болгарин, Виктор Смирнов
- Режиссёр-постановщик: Вадим Костроменко
- Оператор-постановщик: Николай Ильчук
- Художник-постановщик: Иван Пуленко
- Композитор: Владислав Кладницкий
- Режиссёр: Иван Горобец
- Оператор: М. Народицкий
- Звукооператор: Анатолий Подлесный
- Костюмы Н. Акимовой
- Грим: Виктория Курносенко
- Монтажёр: Эльвира Серова
- Комбинированные съёмки:
  - Оператор: А. Сидоров
  - Художник: Алексей Бокатов
- Редактор: Евгения Рудых
- Директор: Владимир Каранский